# Istanbul Challenger 1995
L'Istanbul Challenger 1995 è stato un torneo di tennis facente parte della categoria ATP Challenger Series nell'ambito dell'ATP Challenger Series 1995. Il torneo si è giocato a Istanbul in Turchia dal 31 luglio al 6 agosto 1995 su campi in cemento.

## Vincitori

### Singolare
Miles Maclagan ha battuto in finale  Frédéric Vitoux con il punteggio di 7–6, 5–7, 6–2.

### Doppio
Omar Camporese /  Lorenzo Manta hanno battuto in finale  Álex Calatrava /  Carlos Gómez Díaz con il punteggio di 6–3, 6–4.